# Myxozyma kluyveri
Myxozyma kluyveri är en svampart som beskrevs av Van der Walt, Spenc.-Mart., Y. Yamada & P.D.G. Richards 1989. Myxozyma kluyveri ingår i släktet Myxozyma och familjen Lipomycetaceae.   Inga underarter finns listade i Catalogue of Life.